# 伦佐·尤塞比
Renzo Eusebi (伦佐·尤塞比)，1946年4月18日出生于Montalto delle Marche (蒙塔尔托德莱马尔凯)，意大利画家，当代艺术雕塑家。他是过渡主义的艺术运动(1995年)和GAD(辩证无神论团体，1997年)的联合创始人。

## 生平
1946年4月18日，他出生在Patrignone(帕特里侬)，Montalto Marche(蒙塔尔托·马尔凯)的小村庄。1962年，他在罗马艺术高中就读并与Sante Monachesi(桑特·蒙纳盖西)成为朋友。他用石膏做浮雕，用抹刀创作了一系列的画，得到了一幅粉刷画。从70年代到今天，他的作品一直出现在许多个人和集体展览以及他的艺术行程中。 在80年代，他致力于寻找抽象的超现实主义绘画，在绘画中它们交织成螺旋状，彰显表露出红色，黑色，黄色和蓝色的几何形状，形象和原色。在90年代，他是“过渡主义”的创始成员，这是一种诞生于Castell'Arquato(卡斯特尔·阿尔夸托)和G.A.D.(辩证无神论团体)之间的艺术运动，它由评论家和艺术史学家Giorgio Di Genova(乔治·迪·热那瓦)在罗马创立。

## 博物馆
- 东方美术馆900，中央美术馆，Renzo Eusebi(伦佐·尤塞比)，博物馆艺术家名单。[1]
- 利门博物馆，Renzo Eusebi(伦佐·尤塞比)， OP. N. 08, Vibo Valentia(维博·瓦伦西亚)。[2]
- 达姆当代艺术博物馆，”艺术开启”，Renzo Eusebi(伦佐·尤塞比)。[3]
- Museo Abruzzese(阿布·鲁奇斯)图形艺术博物馆，Renzo Eusebi(伦佐·尤塞比)， Castel di Ieri(迪耶里城堡)。
- Renzo Eusebi(伦佐·尤塞比)，Op. n. 08，利门博物馆，访问地址www.museolimen.it[4]
- 艺术馆-当代艺术博物馆-艺术画廊-艺术实验室-文献中心-艺术编辑室-床和早餐-拉玛城堡-ASCOLI PICENO(阿斯科利皮切诺)-意大利”，www.arteon.it。</ref>
- MAAG Museo Abruzzese Arti Grafiche, Renzo Eusebi, Castel di Ieri.[5]

### 引用
1. ↑   (PDF).   [2021-03-08]. （原始内容存档 (PDF)于2018-05-17）.
2. ↑  . www.museolimen.it.   [2021-03-08]. （原始内容存档于2020-12-01）.
3. ↑  . www.arteon.it.   [2021-03-08]. （原始内容存档于2014-09-29）.
4. ↑  。 (PDF).   [2021-03-08]. （原始内容存档 (PDF)于2018-05-17）.
5. ↑  Strozzieri, Leo; Tortiello, Fiorella. . Artechiara. September 6, 2001  [2022-03-13]. （原始内容存档于2021-12-20） –sbn.it.